# Чаков (Брянская область)
Чаков — хутор в Погарском районе Брянской области в составе Гетуновского сельского поселения.

## География
Находится в южной части Брянской области на расстоянии приблизительно 14 км на юго-запад по прямой от районного центра города Погар.

## История
Упоминается с начала XX века. В середине XX века работал совхоз им. Ленина. На карте 1941 года отмечен также как совхоз им. Ленина.

## Население
Численность населения: 202 человека в 1979 году, 111 человек (русские 100 %) в 2002 году, 85 в 2010.